# オロ湾

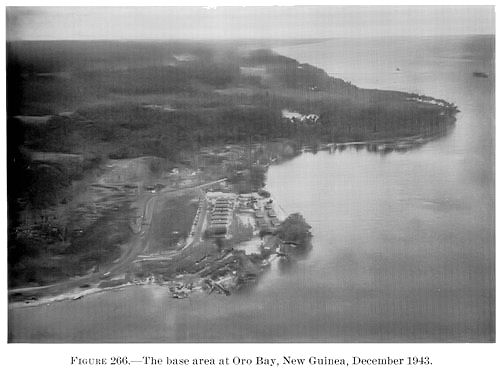
1943年、オロ湾の米軍基地

オロ湾はパプアニューギニアのオロ州にある湾。より大きなダイク・アクランド湾内にあり、ブナ南東24kmに位置する。

## 概要
第二次世界大戦中、オロ湾は、ブナ・ゴナの戦いやその後の作戦で策源地として使用された。オロ湾にはアメリカの前進基地が作られ、リバティ船の埠頭が湾の南端に設けられた。また、沿岸に沿って軍事施設がならび、周辺の丘には対空砲台が設置された。1943年3月28日、日本軍機によるオロ湾攻撃がありマサヤとバンタムが沈んだ。